# Phorinia pumila
Phorinia pumila là một loài ruồi trong họ Tachinidae.